# 三島由佳
三島 由佳（みしま ゆか、1972年2月3日 - ）は日本の郵政・総務官僚。

## 来歴
兵庫県出身。京都大学法学部卒業。1996年 郵政省入省。同年7月 郵政省郵務局企画課。郵便政策を立案。2019年7月16日 総務省情報流通行政局情報通信作品振興課長。2021年7月1日 総務省政治資金適正化委員会事務局参事官。2022年6月22日  デジタル庁統括官付参事官兼内閣府科学技術・イノベーション推進事務局参事官。2023年7月7日 総務省郵政行政部企画課長。

## 略歴
- 1996年4月：郵政省入省[3]。
- 1996年7月：郵政省郵務局企画課[3]。
- 1998年7月：留学（ヨーク大学）。
- 1999年7月：厚生省社会・援護局地域福祉課主査。
- 2000年4月：厚生省社会・援護局施設人材課指導係長。
- 2001年1月6日：厚生労働省社会・援護局施設人材課指導係長。
- 2001年7月：総務省郵政企画管理局総務課調整係長。
- 2002年8月：総務省情報通信政策局情報通信利用促進課長補佐。
- 2004年7月：経済産業省商務情報政策局情報政策課長補佐。
- 2005年8月：総務省情報通信政策局情報通信政策課長補佐。
- 2019年7月16日：総務省情報流通行政局情報通信作品振興課長。
- 2021年7月1日：総務省政治資金適正化委員会事務局参事官。
- 2022年6月28日：総務省大臣官房付 兼 デジタル庁統括官付参事官 兼 内閣府科学技術・イノベーション推進事務局参事官。
- 2023年7月7日：総務省情報流通行政局郵政行政部企画課長。
- 2025年7月1日︰総務省大臣官房参事官。